# Station Brussel-Luxemburg

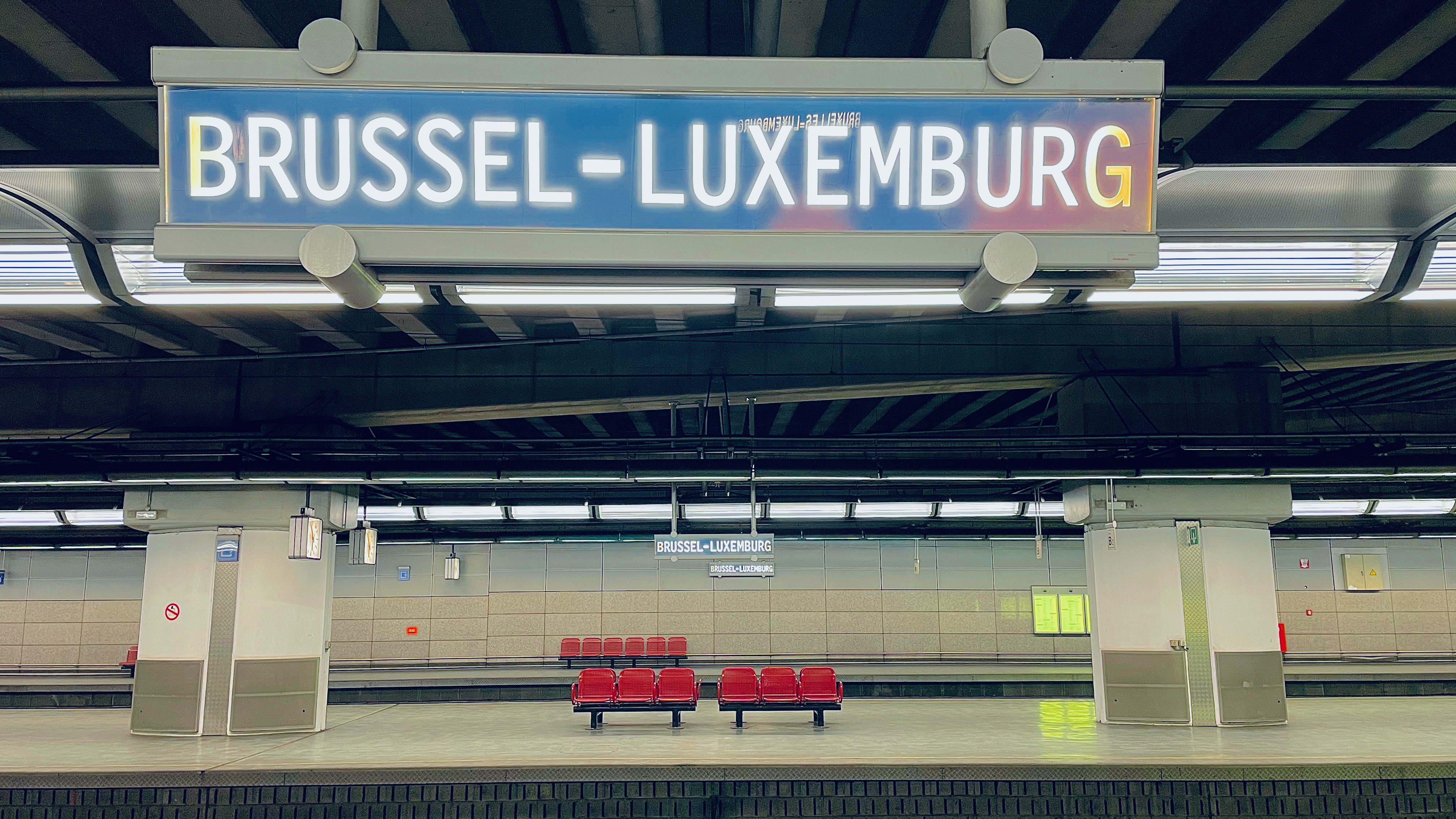
Naambord aan het perron

Station Brussel-Luxemburg (Frans: Bruxelles-Luxembourg) is een spoorwegstation langs spoorlijn 161 (Brussel - Namen) in de Brusselse gemeente Elsene (België), aan de rand van de Leopoldwijk, onderdeel van de Europese Wijk.
Sinds 1 maart zijn de loketten van dit station enkel in de week geopend tussen 7 en 19.45 uur.
Het station is verder een belangrijk busknooppunt. De MIVB-buslijnen 12 en 22 hebben er hun eindpunt, en de lijnen 21, 27, 34, 38, 54, 60, 80, 95 stoppen er (de as Brussel-Luxemburg - Troon).

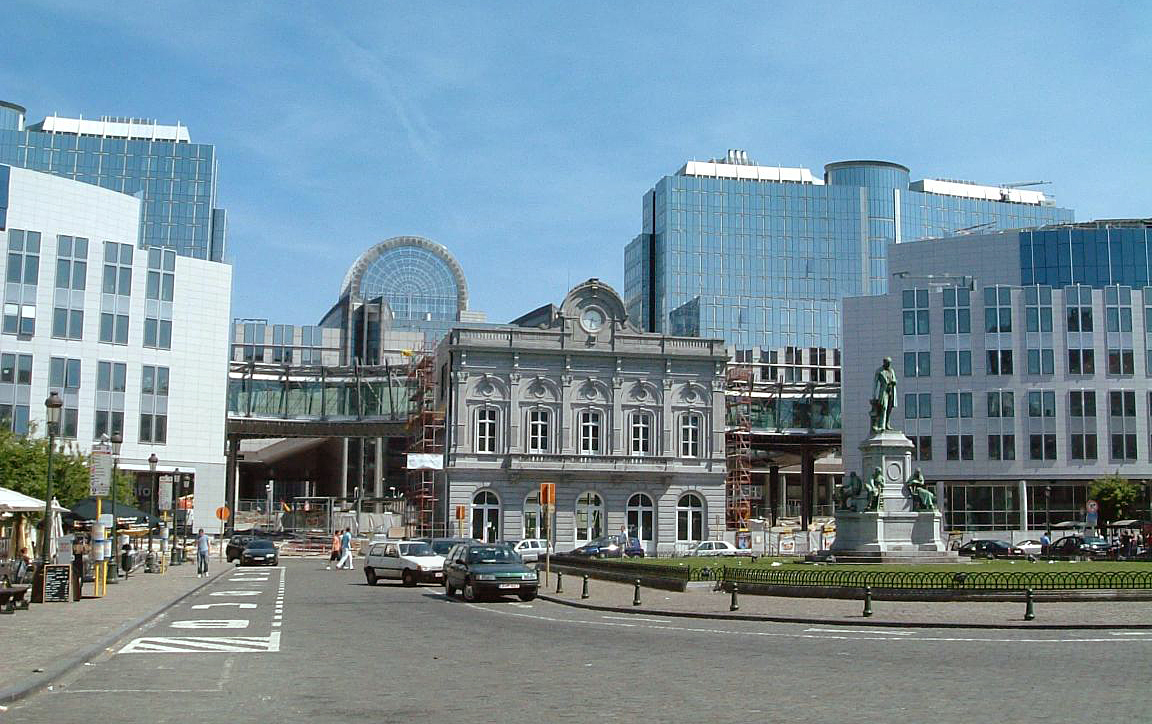
Het station aan het Luxemburgplein
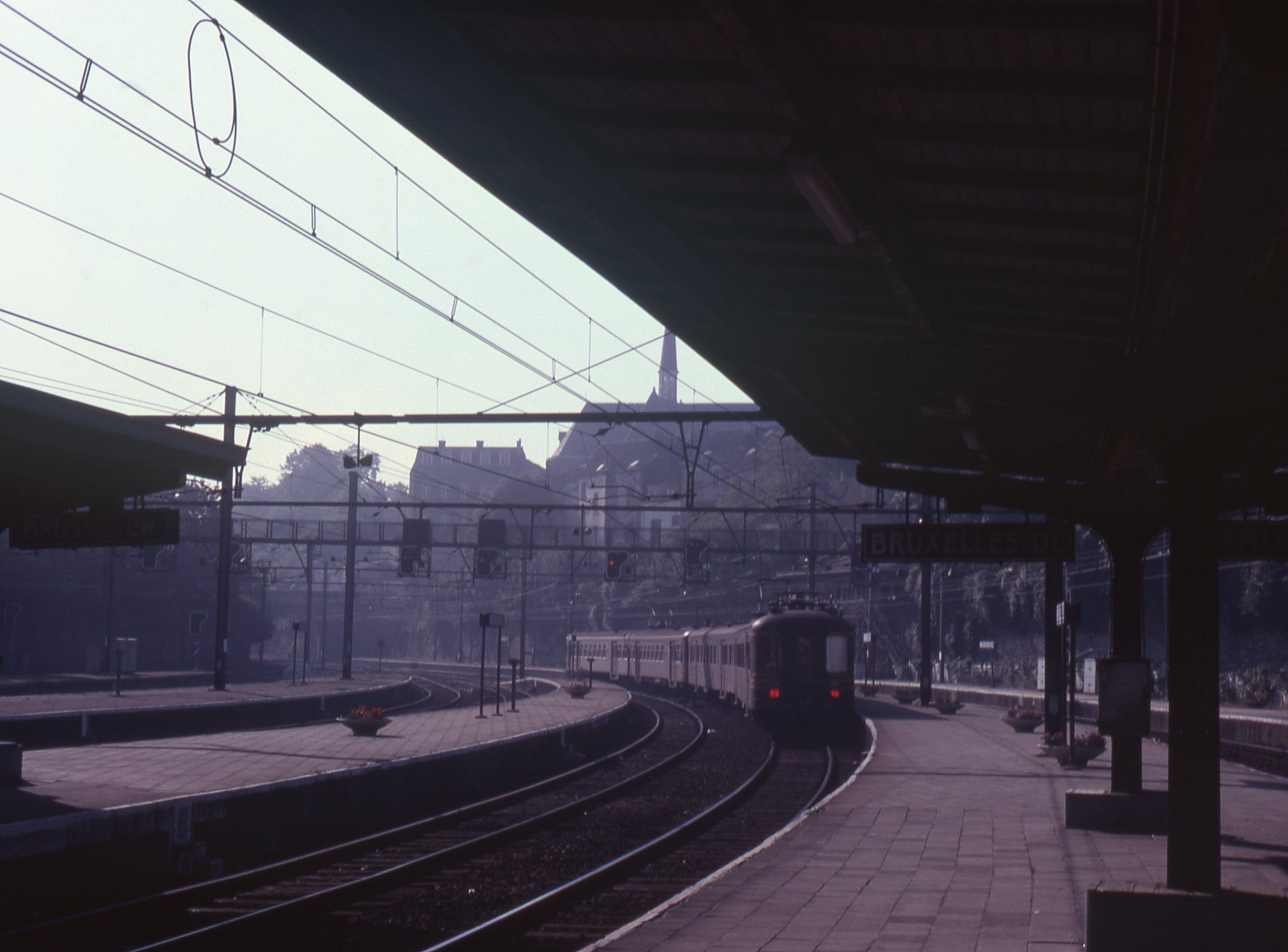
Het station toen het nog niet overdekt was en nog Leopoldswijk heette. (in het Frans afgekort tot Q.L.)
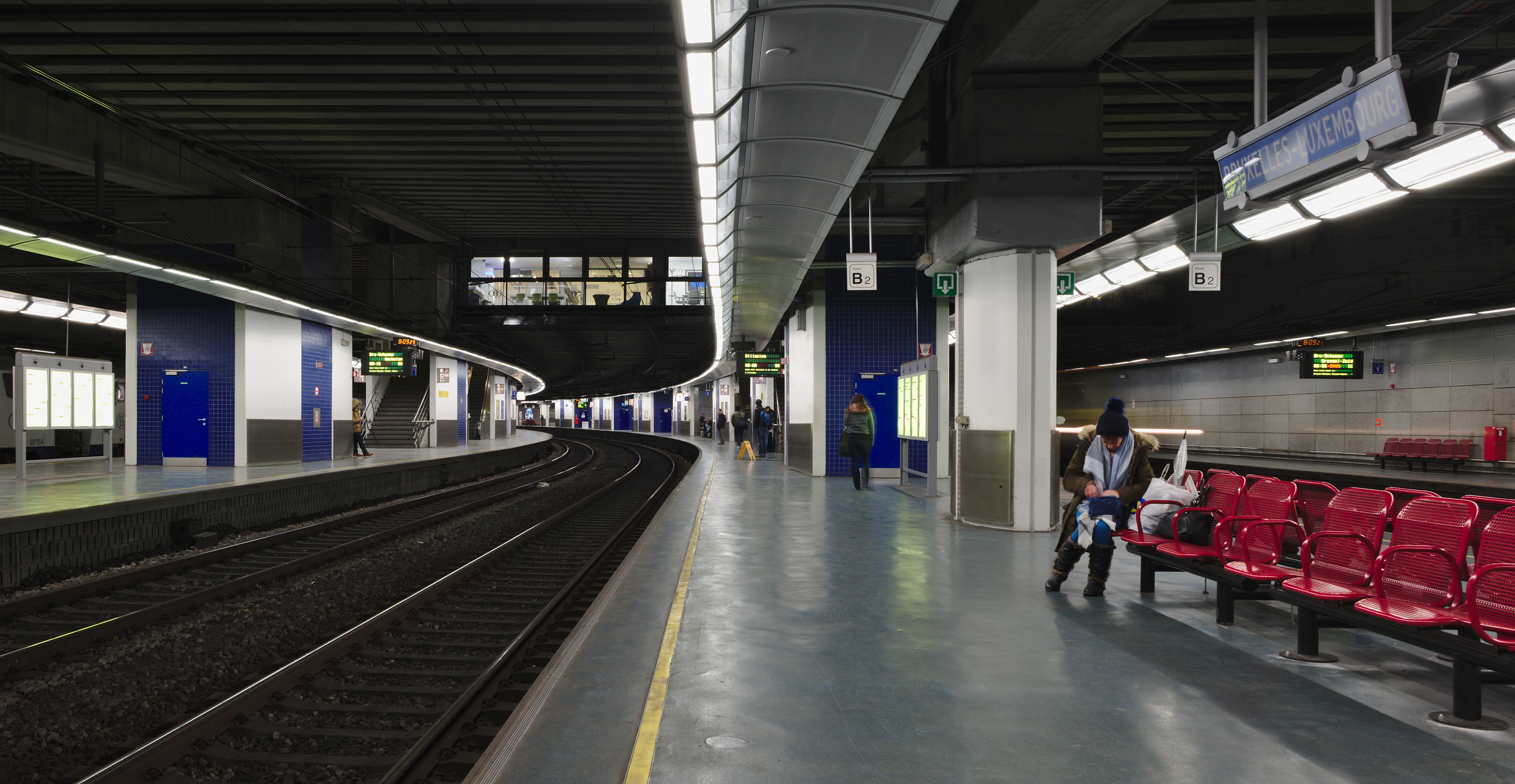
De perrons na de overkapping in 2000

## Geschiedenis
Het station, gebouwd op basis van de plannen van de architect Gustave Saintenoy, werd op 24 augustus 1854 onder de naam Brussel-Leopoldswijk (Quartier-Léopold) geopend. De oorspronkelijke naam komt van de omliggende woonwijk die gebouwd werd vanaf 1837 en genoemd werd naar de toenmalige Belgische koning Leopold I. Officieus en in de volksmond werd het station echter Gare du Luxembourg of Luxemburgstatie genoemd, een benaming waar de telegrafische code LX trouwens naar verwijst en die haar oorsprong vindt in de Grande Compagnie du Luxembourg, die in de 19de eeuw de spoorlijn Brussel - Namen - Luxemburg aanlegde en het station bouwde.
Op 28 mei 2000 werd 'Brussel-Luxemburg' de officiële naam van het station. De hernoeming volgde op een grootschalige vernieuwingsoperatie, waarbij het station vrijwel geheel ondergronds kwam te liggen en die tegelijkertijd werd uitgevoerd met de herinrichting van de Europawijk en de bouw van het Europees Parlement (zie Leopoldruimte). De gevel van het oorspronkelijke stationsgebouw aan het Luxemburgplein bleef behouden en is geïntegreerd in het nieuwbouwcomplex.

### Verbouwing
Door de bouw van het Europees Parlement werd de wijk langdurig veranderd. Een tunnel werd gebouwd voor de treinen en het station werd ondergronds verlegd. Na een vijf jaar durende verbouwing werd het nieuwe station op 14 januari 2009 officieel geopend. Enkel het oude stationsgebouw op het Luxemburgplein werd bewaard. In 2016 werd dit gebouw tot het nieuwe ontvangstcentrum van het Europees Parlement verbouwd. Daar vinden bezoekers interactieve activiteiten, zoals een augmented-reality-model van de campus, met informatie over het Parlement, haar gebouwen, haar geschiedenis en de vooraanstaande personen die het Parlement hebben bezocht.

## Treindienst
| Serie       | Treinsoort            | Route                                                                                                  | Bijzonderheden |
| ----------- | --------------------- | --- | --- |
| IC 16       | Intercity (NMBS/CFL)  | Brussel-Zuid – Brussel-Luxemburg – Namen – Luxemburg                                                   | |
| IC 17       | Intercity (NMBS)      | Brussels Airport-Zaventem – Brussel-Luxemburg – Namen – Dinant                                         | Rijdt in het weekend tussen Brussel-Zuid en Dinant. |
| IC 18       | Intercity (NMBS)      | [ Doornik – Aat – ] Brussel-Zuid – Brussel-Luxemburg – Namen – Luik-Guillemins – Luik-Sint-Lambertus   | Rijdt alleen op werkdagen. Rijdt in de spits verder naar Doornik.                                                                                                  |
| S 4         | GEN (NMBS)            | Aalst – Brussel-Schuman – Brussel-Luxemburg – Mechelen                                                 | Rijdt alleen op werkdagen. |
| S 5         | GEN (NMBS)            | [ Geraardsbergen – ] Edingen – Halle – Brussel-Luxemburg – Brussel-Schuman – Vilvoorde – Mechelen      | Rijdt in de spits van/naar Geraardsbergen. Rijdt in het weekend tussen Halle en Mechelen. Rijdt tijdens de vakantieperiode 1x/u enkel tussen Halle en Mechelen.    |
| S 8         | GEN (NMBS)            | Zottegem – Brussel-Zuid – Brussel-Schuman – Brussel-Luxemburg – Ottignies – Louvain-la-Neuve           | Rit naar Zottegem rijdt niet in het weekend. Een rit rijdt dagelijks tussen Brussel-Zuid - Ottignies. Een rit rijdt dagelijks tussen Ottignies - Louvain-la-Neuve. |
| S 9         | GEN (NMBS)            | Landen – Leuven – Brussel-Schuman – Brussel-Luxemburg – Nijvel                                         | Rijdt alleen op werkdagen. |
| S 19        | GEN (NMBS)            | [ Leuven – ] Brussels Airport-Zaventem – Brussel-Luxemburg – Eigenbrakel – Nijvel – Charleroi-Centraal | Rijdt in het weekend tussen Leuven en Nijvel. |
| S 81        | GEN (NMBS)            | Schaarbeek – Brussel-Schuman – Brussel-Luxemburg – Ottignies                                           | Rijdt enkel tijdens de spits tijdens het schooljaar |
| P 7600/8600 | Piekuurtrein (NMBS)   | Rochefort-Jemelle – Namen – Brussel-Luxemburg – Brussel-Zuid                                           | Rijdt alleen op werkdagen. Een trein Brussel - Rochefort-Jemelle.                                                                                                  |
| ICT 6960    | Toeristentrein (NMBS) | Waver – Bierges-Walibi – Ottignies – Brussel-Luxemburg – Brussel-Zuid                                  | Rijdt tijdens de openingstijden van Walibi. Op werkdagen tot Ottignies.                                                                                            |

## Reizigerstellingen
De grafiek en tabel geven het gemiddeld aantal instappende reizigers weer op een week-, zater- en zondag.
| Tabel: aantal instappende reizigers station Brussel-Luxemburg | Tabel: aantal instappende reizigers station Brussel-Luxemburg | Tabel: aantal instappende reizigers station Brussel-Luxemburg | Tabel: aantal instappende reizigers station Brussel-Luxemburg |
|                                                               | Weekdag                                                       | Zaterdag                                                      | Zondag                                                        |
| ------------------------------------------------------------- | ------------------------------------------------------------- | ------------------------------------------------------------- | ------------------------------------------------------------- |
| 1977                                                          | 10 000                                                        | 2 385                                                         | 1 930                                                         |
| 1978                                                          | 10 000                                                        | 250                                                           | 2 688                                                         |
| 1979                                                          | 9 618                                                         | 2 200                                                         | 954                                                           |
| 1980                                                          | 9 600                                                         | 2 200                                                         | 1 347                                                         |
| 1981                                                          | 9 559                                                         | 2 135                                                         | 1 574                                                         |
| 1982                                                          | 8 467                                                         | 1 689                                                         | 1 558                                                         |
| 1983                                                          | 8 588                                                         | 1 747                                                         | 1 066                                                         |
| 1984                                                          | 11 854                                                        | 1 344                                                         | 1 140                                                         |
| 1985                                                          | 9 667                                                         | 1 702                                                         | 1 180                                                         |
| 1986                                                          | 6 522                                                         | 983                                                           | 1 044                                                         |
| 1987                                                          | 5 560                                                         | 1 026                                                         | 1 283                                                         |
| 1988                                                          | 7 788                                                         | 686                                                           | 1 287                                                         |
| 1989                                                          | 6 720                                                         | 1 541                                                         | 1 319                                                         |
| 1990                                                          | 6 192                                                         | 868                                                           | 718                                                           |
| 1991                                                          | 9 422                                                         | 1 335                                                         | 1 284                                                         |
| 1992                                                          | 7 133                                                         | 1 330                                                         | 1 403                                                         |
| 1993                                                          | 6 157                                                         | 1 238                                                         | 1 032                                                         |
| 1994                                                          | 7 087                                                         | 1 218                                                         | 1 182                                                         |
| 1995                                                          | 6 599                                                         | 1 225                                                         | 1 090                                                         |
| 1996                                                          | 6 448                                                         | 1 222                                                         | 1 463                                                         |
| 1997                                                          | 6 187                                                         | 1 093                                                         | 948                                                           |
| 1998                                                          | 6 180                                                         | 1 306                                                         | 1 156                                                         |
| 1999                                                          | 6 514                                                         | 1 668                                                         | 1 116                                                         |
| 2000                                                          | 7 470                                                         | 1 419                                                         | 1 134                                                         |
| 2001                                                          | 6 386                                                         | 1 770                                                         | 1 274                                                         |
| 2002                                                          | 6 033                                                         | 1 353                                                         | 1 167                                                         |
| 2003                                                          | 6 102                                                         | 1 456                                                         | 1 214                                                         |
| 2004                                                          | 6 121                                                         | 1 510                                                         | 1 306                                                         |
| 2005                                                          | 6 490                                                         | 1 702                                                         | 1 390                                                         |
| 2006                                                          | 6 294                                                         | 1 885                                                         | 2 020                                                         |
| 2007                                                          | 6 825                                                         | 2 436                                                         | 1 866                                                         |
| 2008                                                          | -                                                             | -                                                             | -                                                             |
| 2009                                                          | 5 160                                                         | 1 100                                                         | 1 038                                                         |
| 2010                                                          | -                                                             | -                                                             | -                                                             |
| 2011                                                          | -                                                             | -                                                             | -                                                             |
| 2012                                                          | 5 734                                                         | 1 327                                                         | 1 288                                                         |
| 2013                                                          | 6 163                                                         | 1 346                                                         | 1 255                                                         |
| 2014                                                          | 6 942                                                         | 1 346                                                         | 1 344                                                         |
| 2015                                                          | 7 109                                                         | 1 408                                                         | 1 324                                                         |
| 2016                                                          | 6 783                                                         | 1 207                                                         | 1 197                                                         |
| 2017                                                          | 9 113                                                         | 2 009                                                         | 1 601                                                         |
| 2018                                                          | 8 784                                                         | 2 274                                                         | 1 790                                                         |
| 2019                                                          | 8 743                                                         | 2 405                                                         | 1 996                                                         |
| 2020                                                          | 4 529                                                         | 1 454                                                         | 1 194                                                         |
| 2021                                                          | -                                                             | -                                                             | -                                                             |
| 2022                                                          | 7 113                                                         | 2 686                                                         | 2 111                                                         |
| 2023                                                          | 6 923                                                         | 1 988                                                         | 1 693                                                         |
| 2024                                                          | 8 273                                                         | 2 788                                                         | 2 283                                                         |

## Metro
Op de lange termijn (tegen 2020) heeft het Brusselse stadsvervoerbedrijf MIVB plannen voor een metroverbinding tussen het Luxemburg- en het Zuidstation. Hiertoe zal een tunnel aangelegd moeten worden van Merode (lijn 1/5) tot ringlijn 2 aan de Naamsepoort. Een tweede metrolijn zou van Kunst-Wet (lijn 2) via het Luxemburgstation naar Ukkel lopen.